# 四点蝴蝶鱼
四点蝴蝶魚，俗名四點蝶，為輻鰭魚綱鱸形目蝴蝶魚科的其中一種。

## 分布
本魚分布於太平洋區，包括日本、台灣、菲律賓、斐濟、小笠原群島、馬紹爾群島、馬里亞納群島、密克羅尼西亞、紐埃、吉里巴斯、夏威夷群島、關島、所羅門群島、薩摩亞群島、東加、法屬波里尼西亞该物种的模式产地在夏威夷群岛。

## 深度
水深2至15公尺。

## 特徵
本魚體色明顯地分為深褐色的背部及金黃色的下半部。背鰭基部為褐色，下方有兩塊白色斑塊，和臀鰭一樣，中間有一條藍線。其他鰭呈金紅色，尾柄褐色；尾鰭基部帶有紅色。一條帶有黑邊的橘紅色斑紋穿過眼睛，斑紋的兩側為白色和黃色的斑紋。背鰭硬棘13至14枚、軟條20至23枚；臀鰭硬棘3枚、軟條16至18枚。體長可達16公分。

## 生態
本魚棲息在珊瑚礁區，常成對出現，性情溫和。肉食性，以珊瑚蟲為食。

## 經濟利用
為觀賞魚，對水族箱內的生活難以適應，因此需要專門飼養。